# Guin Saga
Guin Saga (グイン・サーガ) är en Japansk anime baserad på Fantasyböckerna av den japanske författaren Kaoru Kurimoto.
Serien började sändas i Japan april 2009.

## Handling
Serien handlar om en mystisk krigare vid namn Guin. Han har en magiskt fastetsad leopardmask på sitt huvud. Det enda han minns är sin instinkt att slåss och ordet "Aurra".
Vem han egentligen är och vad han gjort tidigare i sitt liv minns han inte.
I seriens början får vi följa de två tvillingarna Rinda Farseer och hennes tvillingbror Remus. De är tronföljare i riket Parros. En natt blir deras rike invaderat av grannriket Mongaul i en överraskningsattack. De lyckas fly men deras föräldrar, kungen och drottningen av Parros, dödas i attacken. De flyr genom att teleporteras i väg till den farliga skogen RoodWood i Mongaulriket.
De blir funna av Mongauls Svarta riddare och ska precis föras i väg när Guin uppenbarar sig och går till attack mot de Svarta Riddarna och fullständigt krossar dem. Han vet då inte riktigt varför han attackerar dessa riddare men han känner någonstans inom sig att han har gjort rätt.